# Eupithecia venedictoffae
Eupithecia venedictoffae là một loài bướm đêm trong họ Geometridae.